# 土耳其针茅
土耳其针茅（学名：Stipa turkestanica）是禾本科针茅属的多年生草本植物。分布于帕米尔高原、兴都库什山脉、喀喇昆仑山脉南部、喜马拉雅山脉西部和厄尔布尔士山脉的草原、向阳石质山坡上。

## 形态
土耳其针茅密丛生, 秆斜升或直立；叶片纵卷成针状，外面被小刺毛，叶舌膜质, 狭披针形；圆锥花序裸露；颖尖披针形, 边缘膜质透明, 线段延伸成丝状；内稃与外稃近等长, 背部略具纵列短柔毛；花果期7–9月。